# Highlands (Nova Jérsei)
Highlands é um distrito localizado no estado americano de Nova Jérsei, no Condado de Monmouth.

## Demografia
Segundo o censo americano de 2000, a sua população era de 5097 habitantes.
Em 2006, foi estimada uma população de 4987, um decréscimo de 110 (-2.2%).

## Geografia
De acordo com o United States Census Bureau tem uma área de
3,5 km², dos quais 2,0 km² cobertos por terra e 1,5 km² cobertos por água.

## Localidades na vizinhança
O diagrama seguinte representa as localidades num raio de 8 km ao redor de Highlands.